# PENTAX KP
PENTAX KP(ペンタックス・KP)は、リコーイメージングがペンタックスブランドで発売しているデジタル一眼レフカメラである。APS-Cサイズで最高ISO 819200の超高感度撮影を実現し、グリップ交換システムにより3種のグリップを容易に交換することができる小型・薄型設計のカメラとなった。2017年2月23日発売開始。

## 概要

### 外装

#### ボディ
マグネシウム合金を採用し、67箇所のシーリングにより防塵・防滴構造で、マイナス10度までの防寒性能を実現した。

#### グリップ交換システム
3種のグリップで操作感やフォルムをカスタマイズすることができ、使用レンズやホールド感、スタイルの好みに合わせ六角レンチを使用し、グリップL/M/Sを容易に交換することが可能である。なお標準装備はグリップSでM/Lは別売である。

### 撮影性能

#### ISO感度
標準ISO100-819200の超高感度撮影が可能。

#### イメージセンサー
光学ローパスフィルターレス設計。APS-Cサイズ・14bitのCMOSセンサー。有効画素数は約2432万画素。

#### ローパスセレクター
イメージセンサーを微小駆動させることでモアレや偽色の発生を抑えることができる仕組み。疑似的にローパスフィルターの効果を作り出すことができる。

#### リアル・レゾリューション・システム
イメージセンサーを１画素ピッチずつ動かしながら４枚の写真を連続撮影し、カメラ内部で生成することで１枚の超高精細な画像を作り出す仕組み。

#### ボディ内手ぶれ補正
５軸５段の手振れ補正効果のある独自の独自ボディ内手ぶれ補正機構SR(シェイクダブリクション)IIが搭載されている。通常撮影だけでなく流し撮りにも対応している。

#### 被写界深度ブラケット/モーションブラケット
画面全体の明るさを変えず、1回のレリーズでボケ具合や動感の異なる3枚の画像が得られる撮影機能。被写界深度ブラケットでは絞り値を段階的に変え、ボケ具合の異なる3枚の画像を連続撮影、モーションブラケットではシャッター速度を段階的に変え、動感の異なる3枚の画像を連続撮影する。

#### 電子シャッター
最高1/24000秒の高速設定も可能。ただし電子シャッターでは設定時は手ぶれ補正機構SR II、ローパスセレクターは動作しない。

### インターフェイス

#### ファインダー
小型ボディでありながら、上位機と同じコーティングや接眼光学系を採用したガラスプリズムファインダーを搭載することにより、視野率約100％、ファインダー倍率約0.95倍（50mmF1.4・∞）を実現。

#### AFセンサー
27点（クロス25点）測距点を備えた「SAFOX 11」を搭載。中央１点とその上下2点の3点でF2.8光束対応。

#### 測光センサー
約8.6万画素RGB測光センサーを搭載。PRIME IVとディープラーニングを応用した画像認識アルゴリズムにより、高度なシーン解析と適切な画作りを可能にした。

#### スマートファンクションダイヤル
軍艦部右側の2つのダイヤルを使って、撮影設定を直接設定できる機能。PENTAXのAPS-Cサイズでは初めて採用された。

### その他

#### DR（ダストリムーバル）II
イメージセンサー前面の光学部材に、圧電素子で高速の超音波振動を加えることにより、付着したほこりなどを強力に除去し、画像への写り込みを防ぐことができる。

## PENTAX KP IR
KPをベースとした、赤外線カットフィルターを外し赤外線域の撮影を可能とした製品。手振れ補正SR II搭載のため、手振れ補正機能のみならず自動水平補正や構図微調整といった機能が使用できる。また、レンズ前面にIRカットフィルターを装着することで、通常モデルのKPとほぼ同様に、可視光線域の撮影が可能となる。図書館や博物館、研究機関、官公庁などへの販売のみで、一般には販売されない。

## PENTAX KP J limited
ファクトリーカスタムならではの、大量生産では不可能な高品位で手間のかかる加工や特別色の塗装、パーツ変更などを施したモデル。2019年6月13日受注開始。2019年7月31日発売開始。